# 437192 Frederikolsen
437192 Frederikolsen este o planetă minoră (asteroid) din centura de asteroizi. A fost descoperită pe 27 august 2011 la Spețialnaia astrofiziceskaia observatoria RAN⁠(d) de Timoer Valerievitsj Krjatsjko⁠(d). 
Obiectul prezintă o orbită caracterizată de o semiaxă mare de 3,0682789351032 UAi, o excentricitate de 0,09, o înclinație de 14,6 ° în raport cu ecliptica.